# Euxoa biformata
Euxoa biformata là một loài bướm đêm thuộc họ Noctuidae. Nó được tìm thấy ở British Columbia, phía nam đến California.